# Генріх Северло
Генріх Северло (нім. Heinrich Severloh; 23 червня 1923, Метцинген — 14 січня 2006, Лахендорф) — німецький солдат, єфрейтор 352-ї піхотної дивізії, учасник Другої світової війни та оборони Нормандії у червні 1944 року на Омаха-Біч. Здобув популярність тим, що під час оборони Нормандії, перебуваючи в опорному пункті Widerstandsnest 62, зі свого станкового кулемета MG 42 і двох гвинтівок Kar 98K за власними підрахунками вбив понад 2 тисячі солдатів і офіцерів Армії США. За цю кількість убитих, Северло прозвали «Омахським чудовиськом».

## Біографія
Народився 23 червня 1923 року в сім'ї селянина в Метцингені, в Люнебурзькій пустині. Призваний у вермахт 23 липня 1942 року, у 19-й легкий артилерійський резервний дивізіон у Ганновер-Ботфельді. 9 серпня направлений до Франції до складу 3-ї батареї 321-го полку артилерійського 321-ї піхотної дивізії, де працював мотокур'єром. У грудні 1942 року відправлений на Східний фронт, де працював у тилу кучером кінної упряжки. За порушення статуту — а саме за образливі висловлювання — у березні 1943 року Северло був спрямований на примусові важкі роботи, де підірвав своє здоров'я та вирушив до лазарету до червня 1943 року.
У жовтні 1943 року Северло спрямований на унтер-офіцерські курси в Брауншвейгу, але після переведення його 321 дивізії до Франції і початку реорганізації залишив курси і повернувся до своєї частини. У грудні дивізія отримала 352-й номер і була передислокована до Нормандії. 25 грудня він був включений до складу 1-ї артилерійської батареї, а його начальником став обер-лейтенант Бернхард Фреркінг. 14 лютого батарея Северло осіла в селі Утвілль за 8 км на північний захід від Байє.

### Операція «Оверлорд»
Основну службу Северло ніс на ділянці висадки союзників «Омаха-Біч» в американському секторі «Easy Red», перебуваючи у своєму стрілецькому гнізді. Він отримав наказ «усі засоби відбити американців, що висаджувалися». Його стрілецьке гніздо входило до так званого опорного пункту під номером 62 (нім. Widerstandsnest 62, нині опорні пункти та бункер на ділянці Омаха-Біч відкриті для туристів). Оскільки зміцнення Атлантичного валу були добудовані і суцільної лінії оборони у Нормандії був, німці побудували безліч опорних пунктів, пронумерованих і оснащених телефонної і радіоапаратурою зв'язку. Опорні пункти могли надавати один одному вогневу підтримку.
Оберлейтенант Фреркінг знаходився у своєму бетонному бункері і коригував артилерійський вогонь в день «D», тоді як Северло знаходився біля станкового кулемета MG 42 у своєму стрілецькому гнізді, ще маючи у своєму розпорядженні два карабіни Kar 98K. Побачивши американців він відкрив вогонь зі своєї позиції. Під обстріл Северло та інших кулеметників потрапила перша хвиля, ведена капітаном Армії США Річардом Меррілом: достеменно відомо про двох убитих і трьох поранених з семи перших солдатів, що висадилися, але невідомо, хто їх знищив. До 15 години Северло витратив 12 тисяч патронів кулемету і 400 набоїв до обох карабінів: за власними підрахунками єфрейтора, він убив понад 2 тисячі осіб. В мемуарах він згадував секрет такої влучності - він брав у приціл умовний "чорний квадрат" відкритих воріт десантних катерів як найвужче місце, де відбувалося скупчення морських піхотинців.
Американцям вдалося прорвати лінію оборони, тільки пройшовши невеликий прохід між 62-м та 64-м опорними пунктами та зайшовши до тилу 62-го пункту. Фреркінг загинув того дня.

### Полон
Після бою на Омаха-Біч Северло був поранений і потрапив у полон. Це сталося в селі Кольвіль-сюр-Мер, де розташовувався 63-й опорний пункт. У ньому був бункер з обладнанням для зв'язку з іншими пунктами, озброєння не було. Його охороняли лише двоє людей — Курт Варнеке з 352-ї піхотної дивізії та Франц Гокель із 726-го гренадерського полку 716-ї піхотної дивізії. Северло мав відвести туди чотирьох американських полонених. Однак після короткого бою Северло потрапив у полон: американці звільнили полонених ним солдатів, які служили у 16-му піхотному полку 1-ї піхотної дивізії Армії США. Більшість солдатів того полку загинули на Омаха-Біч, і Северло пізніше казав, що не побажав би нікому опинитися на місці тих нещасних.
У червні 1944 року Северло як військовополонений був відправлений через Бостон до США, де до березня 1946 року займався збиранням урожаю картоплі та бавовни у штаті Міссісіпі. Наприкінці березня його відправили на кораблі до Антверпена, а у травні вислали до Англії, де він 28 днів перебував під вартою і будував дороги. Після прохання отця Генріха британська влада зважилася повернути полоненого до Німеччини. 22 травня 1947 року Генріх Северло повернувся до Метцингену.

### Після війни
Про свій бій на Омаха-Біч Северло не любив говорити: правду про бій знала лише його дружина Ліза. Однак у 1960 році правда стала надбанням громадськості: письменник Пауль Карель, який готувався випустити книгу про висадку союзників у Нормандії, захотів дізнатися від Северло подробиці тієї сутички. У результаті Генріх прибув до Нормандії, де розповів про подробиці своєї участі у бою. До 40-ї річниці висадки союзників 6 червня 1984 року на американському телеканалі ABC вийшов документальний фільм, на його зйомках був і Северло, що дав чотиригодинне інтерв'ю і розповів, що з моменту висадки в Нормандії не торкався зброї взагалі. Нарешті, 2000 року Северло опублікував свої мемуари разом із письменником Гельмутом Конрадом фон Койзгеном.
14 січня 2006 року Генріх Северло помер у будинку для людей похилого віку в Лахендорфі.